# Trennen (Verfahrenstechnik)
Ein Trennverfahren nutzt die unterschiedlichen physikalischen und chemischen Eigenschaften von miteinander vermischten Stoffen aus, um diese voneinander zu trennen. Das Trennen von Stoffgemischen gehört zu den wichtigsten verfahrenstechnischen Grundoperationen. Die meisten Rohstoffe und Produkte chemischer Reaktionen sind Stoffgemische. Diese müssen zur weiteren Verarbeitung in ihre Bestandteile getrennt werden.
In der Metallurgie wird die Stofftrennung von als Schmelze vorliegenden Metallen unter dem Fachbegriff Läuterung zusammengefasst.

## Bedeutung
Trennverfahren sind von großer wirtschaftlicher Bedeutung, da sie für 40–90 % des aufgewendeten Kapitals und der Betriebskosten industrieller Produktion verantwortlich sind. Als Trennverfahren werden unter anderem Waschen, Extraktion, Pressen, Trocknen, Klärung, Verdampfung, Kristallisation und Filtration genutzt. Häufig werden mehrere Trennverfahren nacheinander durchgeführt. Trennverfahren besitzen unterschiedlichen Funktionen:
- Reinigung von Rohstoffen und Produkten sowie Abtrennung von Nebenprodukten
- Recycling von Lösemitteln und nicht umgesetzten Reaktanten (Ausgangsmaterialien)
- Entfernung von Verunreinigungen aus Abwasser und -luft

## Einteilung
Heterogene Mischungen (z. B. aus Flüssigkeit und Feststoff) können durch mechanische Trennverfahren wie Filtration oder Zentrifugation aufgetrennt werden. Homogene Mischungen können durch molekulare Trennverfahren getrennt werden. Molekulare Trennverfahren sind entweder gleichgewichtsbasiert oder geschwindigkeitsgesteuert. In gleichgewichtsbasierten Trennprozessen bilden sich zwei nicht mischbare Phasen unterschiedlicher Zusammensetzung, ein Beispiel dafür ist die Destillation (bei der Destillation besitzt der Dampf eine andere Zusammensetzung als die Flüssigkeit). Geschwindigkeitsgesteuerte Prozesse basieren auf unterschiedlichen Transportgeschwindigkeiten von Verbindungen durch ein Medium, Beispiele hierfür sind Adsorption, Ionenaustausch oder Kristallisation.
Die Auftrennung eines homogenen Gemisches in zwei Phasen kann durch ein „Energietrennmittel“ (englisch: energy separating agent), ein „Massentrennmittel“ (englisch: mass separating agent), eine Barriere oder externe Felder erfolgen. Energietrennmittel erzeugen eine zweite Phase (die sich von der ersten Phase in ihrer Zusammensetzung unterscheidet und unmischbar mit dieser ist); zu ihnen gehören die am häufigsten in der Industrie verwendeten Techniken. Zum Beispiel führt die Zugabe von Wärme (das Trennmittel) zu einer Flüssigkeit (erste Phase) zur Bildung von Dampf (zweite Phase). Massentrennmittel sind andere Chemikalien bzw. Stoffe. Sie absorbieren oder lösen eines der Produkte selektiv, sie liegen entweder in flüssiger Form vor (zur Sorption, extraktiven Destillation oder Extraktion) oder als Feststoff (Adsorption oder Ionenaustausch). Die Verwendung einer Barriere, die nur eine der beiden Verbindungen zurückhält, nicht jedoch die andere (semipermeable Membranen) sind in ihrer Anwendung weniger häufig; externe Felder werden nur in Spezialanwendungen eingesetzt.

## Thermische Trennverfahren
Thermische Trennverfahren sind alle Trennverfahren, die auf der Einstellung eines thermodynamischen Phasengleichgewichtes beruhen. Im Wesentlichen gibt es drei verschiedene Trennprozesse.

### Trennung aufgrund des Siedepunktes
1. Bei der Rektifikation und der Destillation stellt sich ein Gleichgewicht zwischen einer Flüssigphase und einer Dampfphase (oder Gasphase) ein. Die Trennung erfolgt hierbei durch wiederholtes Verdampfen und Kondensieren. Dieses Verfahren funktioniert gut bei Komponenten mit stark unterschiedlichen Siedepunkten, scheitert aber bei azeotropen Systemen. Verfahren, die zur Trennung azeotroper Gemische verwendet werden, sind beispielsweise
  - das Zweidruckverfahren
  - die Extraktivrektifikation
  - die Azeotroprektifikation.
2. Bei der Trocknung stellt sich ein Verteilungsgleichgewicht zwischen einer Flüssigkeit und einem Feststoff und der Gasphase ein. Die Trocknung ist eins der häufigsten thermischen Trennverfahren.
3. Beim Strippen werden Stoffe (beispielsweise Feuchte) aus einer flüssigen Phase durch Desorptionsvorgänge in die Gasphase überführt. Dazu wird die Flüssigphase im Gegenstromprinzip mit einem Gas in Kontakt gebracht (zur Trocknung mit einem trockenen Gas, das Wasserdampf aufnehmen kann).
4. Brennen, mit dem Ziel Stoffeigenschaften zu ändern.

### Trennung aufgrund des Gefrierpunktes
1. Beim Ausfrieren wird ein Stoff aus einer Lösung durch Kühlen abgeschieden. Dieses Verfahren wird bei Komponenten mit stark unterschiedlichen Gefrierpunkten und teilweise zur Trennung von azeotrop siedenden Systemen eingesetzt. In der Verfahrenstechnik wird Ausfrieren wegen des Übergangs in einen Festkörper als Kristallisation bezeichnet. Es wird zwischen statischer (diskontinuierlich) und dynamischer (kontinuierlich) Kristallisation unterschieden.

### Trennung durch Sublimation
1. Bei der Sublimation geht ein Feststoff direkt vom festen Aggregatzustand in den gasförmigen Aggregatzustand über. Anschließend scheidet sich der sublimierte Stoff an einer gekühlten Fläche im festen Aggregatzustand ab. Wenn der Sublimationsdampfdruck der Verunreinigung sich genügend vom zu gewinnenden Wertstoff unterscheidet, ist dieses selten eingesetzte thermische Trennverfahren effektiv. Die Sublimationsmethodik findet meist im Labormaßstab Anwendung. Eine Maßstabsvergrößerung (scaling up) in technisch und wirtschaftlich relevante Größenordnungen ist zum Beispiel die Gefriertrocknung.

### Trennung aufgrund der Löslichkeit
Die Löslichkeit ist eine Stoffeigenschaft die mitunter mit weiteren Trenneffekten verbunden ist.
- Chromatografie, hierbei sind außer der Löslichkeit andere Phänomene wie beispielsweise die Adsorption am Trenneffekt beteiligt.
- Waschen
- Bei der Extraktion stellt sich ein Verteilungsgleichgewicht zwischen zwei Phasen ein. Hierbei wird der Wertstoff mit einem Schleppmittel, der den Wertstoff gut löst, jedoch möglichst keine der anderen Beimengungen, aus einem Gemisch extrahiert. Der Wertstoff muss anschließend vom Schleppmittel getrennt werden. Neben dieser Flüssig-Flüssig-Extraktion gibt es auch noch
  - Pervaporation (kontinuierliche Extraktion)
  - Feststoffextraktion
- Bei der Absorption und der Gaswäsche stellt sich ein Gleichgewicht auf Grund der Gaslöslichkeit zwischen einer Flüssigkeit und dem Gas ein.
- Bei der Adsorption stellt sich ein Adsorptionsgleichgewicht zwischen einer Festkörperoberfläche und einer Gas- oder Flüssigphase ein.
- Eluieren ist das Ab- oder Herauslösen von Substanzen aus einer stationären Phase, die sowohl aus festem als auch aus flüssigem Material bestehen kann.

## Mechanische Trennverfahren
Die mechanischen Trennverfahren nutzen Unterschiede der mechanischen Eigenschaften der Bestandteile. Das können auch visuelle oder optische reflektorische Merkmale sein.
- Klauben durch gezieltes Entnehmen
- Sortierung durch Trennen der Gesamtmenge
- Aussondern durch Luftstoß z. B. von Kaffeebohnen nach Röstfarbe bei „Stinkbohnen“ hohen Ölgehalts

### Trennung aufgrund der Oberflächenbenetzbarkeit
- Flotation ist ein Trennverfahren, bei dem feinkörnige Feststoffgemenge in einer wässrigen Aufschlämmung (Suspension) mit Hilfe von Luftblasen aufgrund der unterschiedlichen Oberflächenbenetzbarkeit der Partikel separiert werden.

### Trennung aufgrund der Dichte
Verschiedene Methoden nutzen Dichteunterschiede zum Trennen von Stoffgemischen:
- Sedimentation, Dekantation und Abscheiden
- Zentrifugation
- Schwertrübetrennung
- Schlämmung ist ein mechanisches Trennverfahren zur quantitativen Bestimmung des Feinkornanteils einer Sedimentprobe (Dispersitätsanalyse).

Die Trennung von dispersen Feststoffgemischen in mehrere Fraktionen wird auch als Klassieren bezeichnet. Verfahren zum Stromklassieren nach Dichte sind etwa das Windsichten und das Schwimm-/Sink-Verfahren.

### Trennung aufgrund der Partikelgröße
- Filtration, im Besonderen das Abnutschen mit Unterdruck
- Rechen
- Sieben ist ein mechanisches Trennverfahren zur Größentrennung (Klassieren in mehrere Fraktionen) von Schüttgütern.
- Sichten erfolgt durch Plansichter oder auch Windsichten
- Membrantrennverfahren
- Umkehrosmose

### Trennung aufgrund der Partikelträgheit
Bei Einsatz von Bewegungen kann die Massenträgheit der Partikel zum Trennen genutzt werden.
- Fliehkraftabscheider (Zyklon)
- Impaktor
- Strahlumlenksichter
- Freiflugtrennung von Schrott verschiedener Metalle als partielle Separation durch Trennen nach Massenträgheit im Verhältnis zur Querschnittsfläche

### Trennung aufgrund der Magnetisierbarkeit
Bei den magnetischen Stoffeigenschaften wird die Magnetisierbarkeit genutzt.
- Magnettrennung
- Wirbelstromtrennung

### Trennung aufgrund der elektrischen Beweglichkeit
- elektrostatische Staubabscheider

## Trennung als Folge von chemischen Reaktionen
Durch den Ablauf von Reaktionen werden die physikalischen Eigenschaften verändert, was wiederum zur Trennung genutzt werden kann.
- Ätzung mit Salpetersäure (Scheidewasser)
- Elektrolyse ist ein Prozess, bei dem der elektrische Strom eine chemische Reaktion erzwingt.
- Elektrophorese
  - Gelelektrophorese
- Fällung
- Ionenaustausch
- Enzymmembranverfahren zur Trennung bestimmter Racemate
- Rösten (Metallurgie)
- Saigerverfahren Kupellation

Beim Zonenschmelzverfahren zur Gewinnung hochreiner Einkristalle oder Metalle wird ausgenutzt, dass Verunreinigungen in der Schmelze eine energetisch günstigere chemische Umgebung (niedrigeres chemisches Potential) haben als im Festkörper und darum vom Festkörper in die Schmelze wandern.